# John Brockman

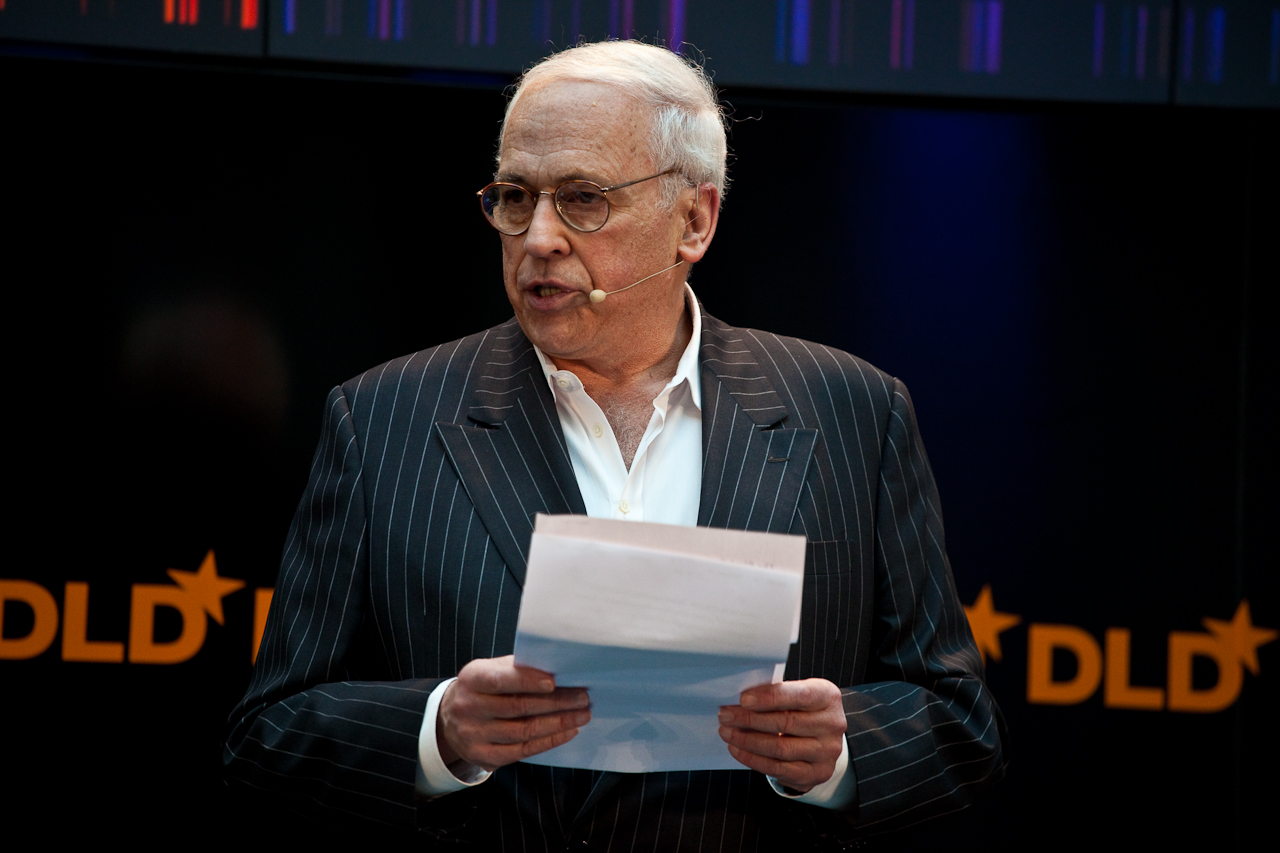
John Brockman

John Brockman (Boston, Massachusetts, 1941) is een agent en schrijver, gespecialiseerd in wetenschappelijke literatuur.
Hij is de oprichter van de Edge Foundation en beheerder van de website Edge, een debatcentrum voor schrijvers, wetenschappers en filosofen.